# El Carmen (La Unión)
El Carmen es un distrito limítrofe por el norte, por Yayantique y San Alejo; al este, por La Unión y Conchagua; al sur, por Conchagua e Intipucá y al oeste, por Chirilagua y  San Miguel (ambos del Departamento de San Miguel).

## División Político-Administrativa
Para su administración, el distrito se divide en 11 cantones y 43 caseríos, los cuales son:
- Alto El Roble
- Caulotillo
- El Gavilán
- El Piche
- El Tejar
- El Zapotal
- La Cañada
- Las Pitas
- Los Conejos
- Salalagua
- Olomega

## Geografía
El distrito se El Carmen limita con los siguientes municipios: Al Norte con Yayantique y San Alejo, al oeste con Chirilagua y San Miguel (municipios del departamento de San Miguel) al este con La Unión y Conchagua e Intipucá.
Las Coordenadas geográficas entre las que se encuentran son: 13°23´40" longitud Norte (extremo Septentrional), y 13°14´08" longitud Norte (extremo Meridional), 87°14´23" longitud Oeste (extremo Oriental) y 88°02´45" longitud Oeste (Extremo Oriental). El área total del municipio es de 105.38 km², de los cuales 0.30 km² Pertenecen al área urbana y 105.08 km² pertenecen al área rural. El Clima es caluroso y pertenece al tipo de tierra caliente. el monto pluvial anual oscila entre 1.400 y 2.000 mm.

### Radiografía
Riegan el municipio los ríos: San Antonio, Chiquito, Las Pilas, El Carmen o Los Almedros, Las Pitas, El Espino, Maderas, San Pedro, El Achiotal y El Quebradón; las quebradas: Zanjón Prieto, El Guayabito, La Quebradona o La Mina, Seca, El Jobito, La Talpujera, El Cacao, El Cacho, Los Riítos, Hoyo Hondo, del Llano, Pozo Tibio, El Escondido, El Poshotal, El Piche, El Jocote, El Bejucal, El Chorro, Seco o del Viejo, Las Trancas, Agua Caliente, La Danta, El Tibio o El Capulín y Los Tubos. Así mismo dentro del municipios se hallan parte de la Laguna de Olomega y la Laguneta Dávila. Los ríos principales son San Antonio que recorre 11,5 km dentro del municipio y El Carmen o Los Almendros, cuyo recorrido dentro del municipio es de 6,3 km.

### Orografía
Los rasgos orográficos más notables son los cerros: La Danta, de Oro, Cebolletas, Kury, El Guazimal, El Tablón, La Berbería, El Cerrón, El Quebrachero, de La Quintanilla, El Tololo, El Gavilán, La Cañada o El Obraje, El Arco, Panela, San Cristóbal o Buenavista, etc.; las lomas: Ojushte, El Jobal, La Pitahaya, El Pleito, Los Mangos, Marial, El Talquezal, El Jícaro, Alto de San Blas, etc. Los Cerros principales son: San Cristóbal o Buenavista (625,0 m s. n. m.); Panela (737,22 m s. n. m.); El Jiote (522,54 m s. n. m.); y La Berbería (310,0 m s. n. m.).

### Clima
El clima es caluroso y pertenece al tipo de tierra caliente. El monto pluvial anual oscila entre 1400 y 2000 mm.

### Dimensiones
El distrito tiene 105.38 km2.

### Población
La población estimada para 2024 es de 13.611 habitantes. Lo cual significa una densidad de 129,16 hab/km².

## Industria y comercio
Dentro del distrito se desarrolla la elaboración de productos lácteos, fabricación de ladrillos, tejas de barro y objetos de jarcia. Así mismo, se encuentra tiendas y otros pequeños negocios que facilitan la adquisición de productos de diferente clase.

## Vías de comunicación
La Villa de El Carmen se comunica a través de la Carretera Panamericana con la Ciudad de San Miguel, por carretera pavimentada con la Ciudad de La Unión y por carretera de Asfalto con San Alejo. Un ramal de FENADESAL atraviesa el municipio.

## La Ciudad de El Carmen
La cabecera de este distrito es la villa de El Carmen, situado a 110 m s. n. m. y a 17,1 km al oeste de la Ciudad de La Unión. Sus fiestas patronales las celebran del 14 al 16 de julio en honor a la Virgen de El Carmen y del 22 al 24 de enero celebran la fundación del pueblo; sus calles son pavimentadas, adoquinadas, de tierra y empedradas.
La villa se divide en los barrios: El Centro, El Calvario, Barrio Nuevo, Las Flores, los almendros.

## Historia
Este distrito tuvo su origen en el caserío "Valle de Los Almendros", dentro del distrito de La Unión, el cual era ya floreciente en los comienzos de la segunda mitad del siglo XIX, por lo que sus vecinos gestionaron ante los poderes públicos la creación del municipio, lo cual se emitió en Decreto Legislativo el 4 de marzo de 1874, creándose con ello el pueblo de El Carmen. 
Incorporándose este anterior municipio al distrito de San Carlos de La Unión, siendo su primer alcalde don Bernardo Colorado. Según Decreto Legislativo n.º 307, de fecha 21 de mayo de 1998, el pueblo de El Carmen, fue ascendido al título de villa; el diecisiete de mayo de 2001, por Decreto Legislativo n.º 421 obtuvo el título de Ciudad, actualmente es administrado por Victoria Gutiérrez, como Alcalde Municipal.

## Turismo
Los sitios de atracción turística en el distrito son: el Cerro Bonito, las ruinas arqueológicas de Monleo y la Laguna de Olomega.

## Toponimia
- OLOMEGA (del Potón) "Laguna de las anguilas". Proviene de las voces: olom, ulum-na: anguila; ega(aféresis) de tega, teca: valle (J.L.L).
- SALALAGUA (del Potón) "Río de las culebras", "Río de los carrizos". Proviene de las voces: salala: culebra; shalala: carrizo; gua, guara: río (J.L.L).